# Авдошкин, Семён Егорович
Семён Его́рович Авдо́шкин (15 августа 1918 — 9 марта 1963) — участник Великой Отечественной войны, командир пулемётной роты 1178-го стрелкового полка 350-й стрелковой дивизии 13-й армии 1-го Украинского фронта, Герой Советского Союза, старший лейтенант.

## Биография
Родился 15 августа 1918 года в селе Волосово (ныне — деревня Волосово-Звягино Козельского района Калужской области) в семье крестьянина. Русский.
Член ВКП(б)/КПСС с 1943 года. После окончания начальной школы работал в колхозе. С апреля 1933 года по сентябрь 1939 года работал шлифовщиком, слесарем, токарем в городах Руза, Подольск Московской области и городе Рыбинске.
В Красной Армии с ноября 1939 года. Призван Ульяновским райвоенкоматом Орловской области.
На фронтах Великой Отечественной войны с июня 1941 года.
Особенно отличился 29 июля 1944 года. Пулемётная рота, которой командовал старший лейтенант С. Е. Авдошкин, на подручных средствах форсировала реку Висла в районе населенного пункта Лонжак (юго-западнее города Сандомир ныне Польша), потопила паром и 3 лодки с гитлеровцами. Овладев плацдармом, пулемётчики уничтожили до 2-х пехотных взводов противника, подбили 8 автомашин с боеприпасами и продовольствием, захватили 3 станковых пулемёта, 17 винтовок и взяли в плен 12 солдат противника.
В этом бою С. Е. Авдошкин, командуя ротой, сам всё время находился впереди и лично уничтожил 12 солдат и 2-х офицеров противника. В результате боя рота С. Е. Авдошкина дала возможность с меньшими потерями в нескольких местах форсировать реку Вислу другим частям полка.
Звание Героя Советского Союза с вручением ордена Ленина и медали «Золотая Звезда» (№ 4595) старшему лейтенанту Авдошкину Семёну Егоровичу присвоено 23 сентября 1944 года.
После увольнения в запас жил в городе Стерлитамаке в Башкирии, работал экспедитором, начальником пожарно-сторожевой охраны Стерлитамакского ликёро-водочного завода. Умер 9 марта 1963 года, похоронен в Стерлитамаке.

## Награды
- Медаль «Золотая Звезда» Героя Советского Союза
- Орден Ленина
- Орден Отечественной войны II степени
- Медали

## Память
- На территории школы № 14 города Стерлитамака установлен бюст Героя.